# 前478年
| 千纪： | 前1千纪 |
| 世纪： | 前6世纪 \| 前5世纪 \| 前4世纪 |
| 年代： | 前500年代 \| 前490年代 \| 前480年代 \| 前470年代 \| 前460年代 \| 前450年代 \| 前440年代 |
| 年份： | 前483年 \| 前482年 \| 前481年 \| 前480年 \| 前479年 \| 前478年 \| 前477年 \| 前476年 \| 前475年 \| 前474年 \| 前473年                                                                                      |
| 纪年： | 周敬王四十二年 魯哀公十七年 齐平公三年 晉定公三十四年 秦悼公十三年 楚惠王十一年 宋景公三十九年 卫庄公三年 陳湣公二十四年 蔡成侯十三年 郑声公二十三年 燕孝公十五年 吴王夫差十八年 越王勾践十九年 杞湣公九年 |

## 大事記
- 七月，楚國滅陳國。
- 越王勾踐趁吳國飢荒率軍進攻，在笠澤江（在今江蘇吳江一帶）擊敗吳軍，從此吳越實力逆轉。
- 魯哀公在孔子故居立廟祭祀，建立歷史上第一座孔廟，即曲阜孔廟。
- 年冬，魯哀公與齊平公會盟於蒙邑，會見時平公向哀公行叩頭禮，哀公僅作一揖相還，齊人怒，魯禮相孟武伯曰：「非天子，寡君无所稽首。」